# 劉迦祈
劉迦祈，香港基督教傳道，目前擔任中國基督教播道會香港差會的見習總幹事，YouTube頻道Reach Out HK的製作人。

## 簡歷
劉迦祈1991年生於香港。曾就讀國際基督教優質音樂中學暨小學，中學畢業後主修室內建築設計。2015年入讀聖光神學院，2018年取得道學碩士學位。2020年回港後，他在基督教樂傳生命堂擔任教師一職，曾任基督教潮人生命堂聯會理事及差傳事工委員。

## 獎項
2022年獲主日學教學示範比賽(高小級)冠軍。

## 外部連結
- 劉迦祈的Facebook專頁
- Instagram